# Bensheim

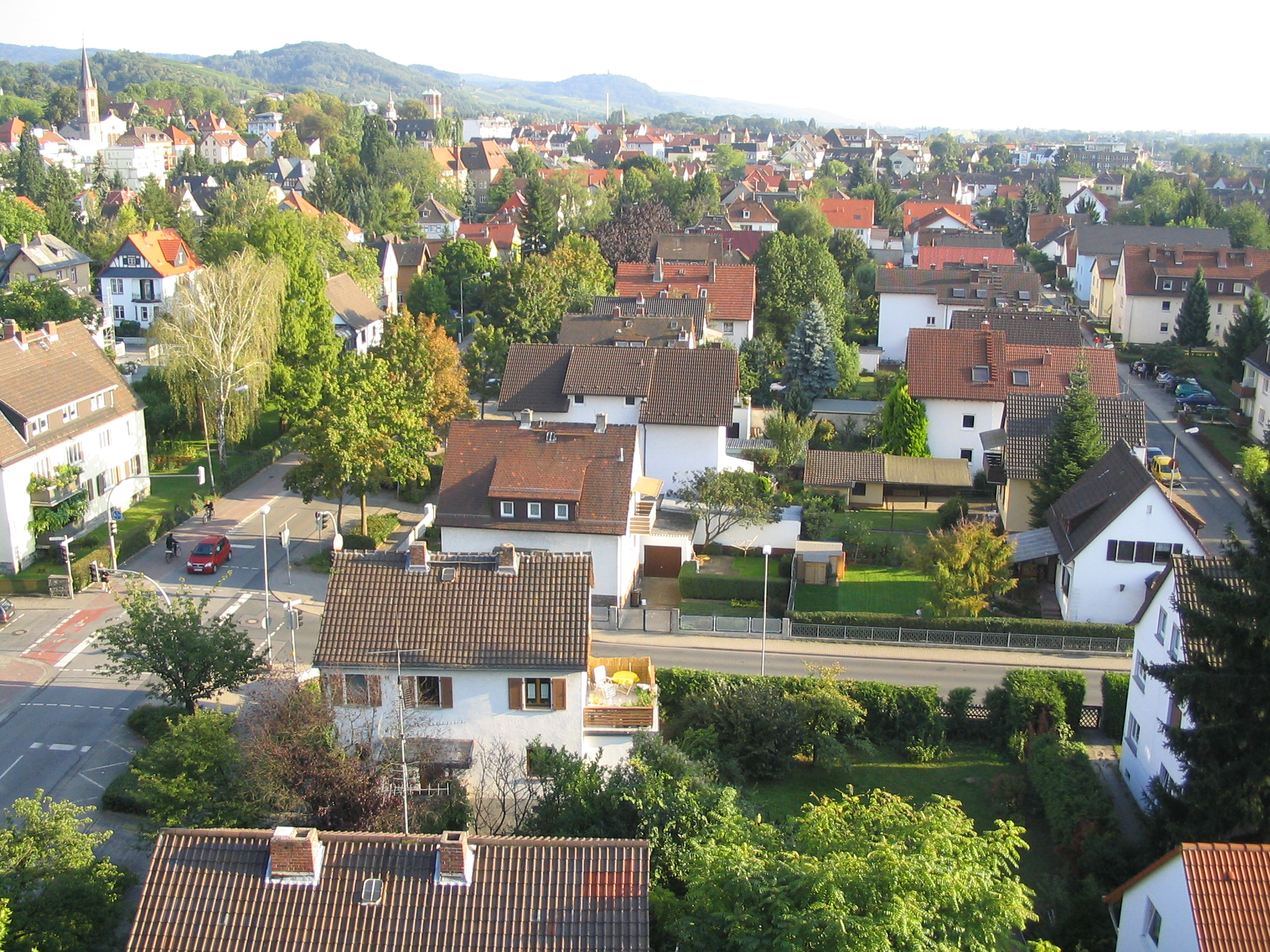
Widok ogólny na północną część miasta

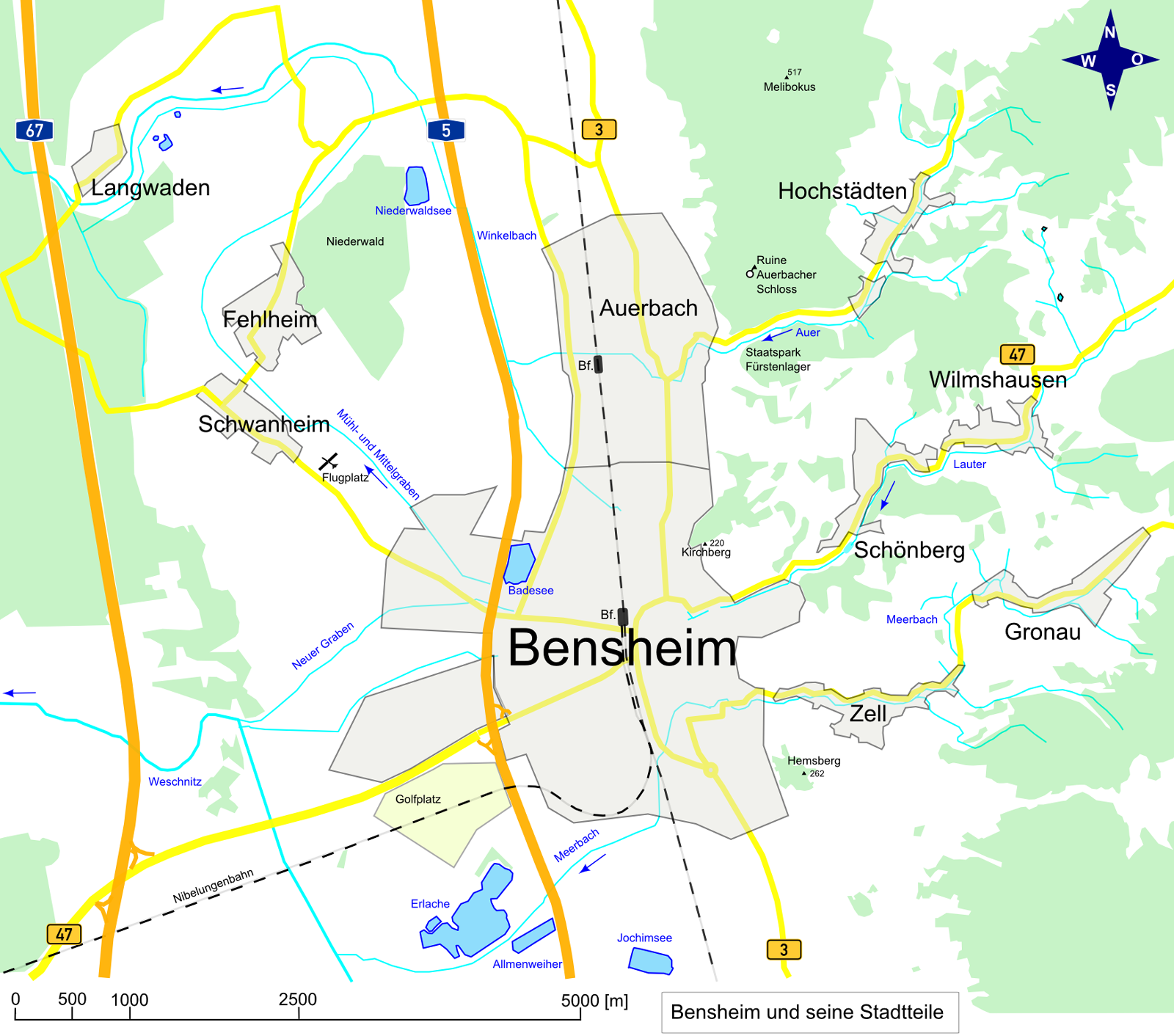
Mapa okolic Bensheim

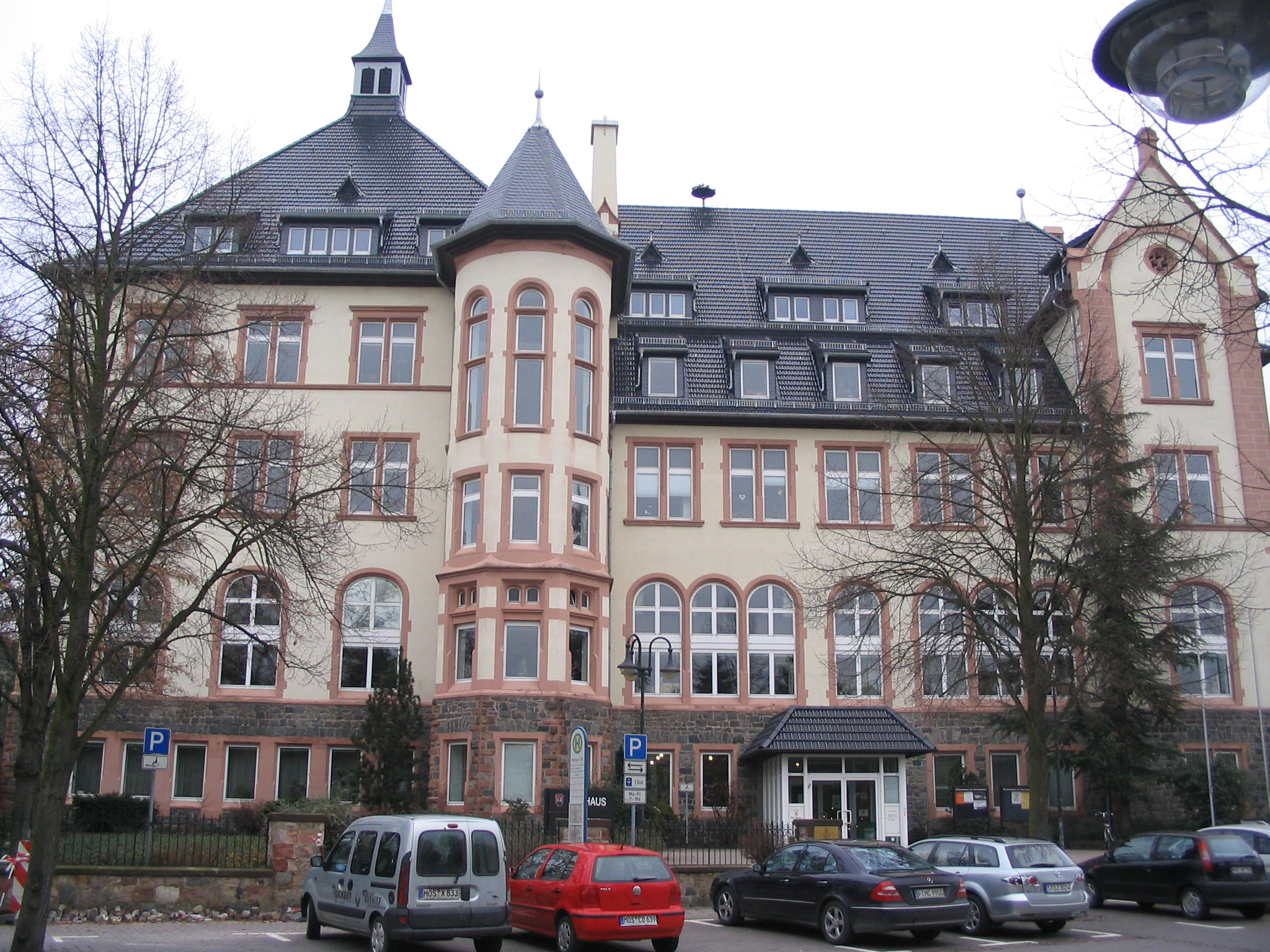
Ratusz w Bensheim

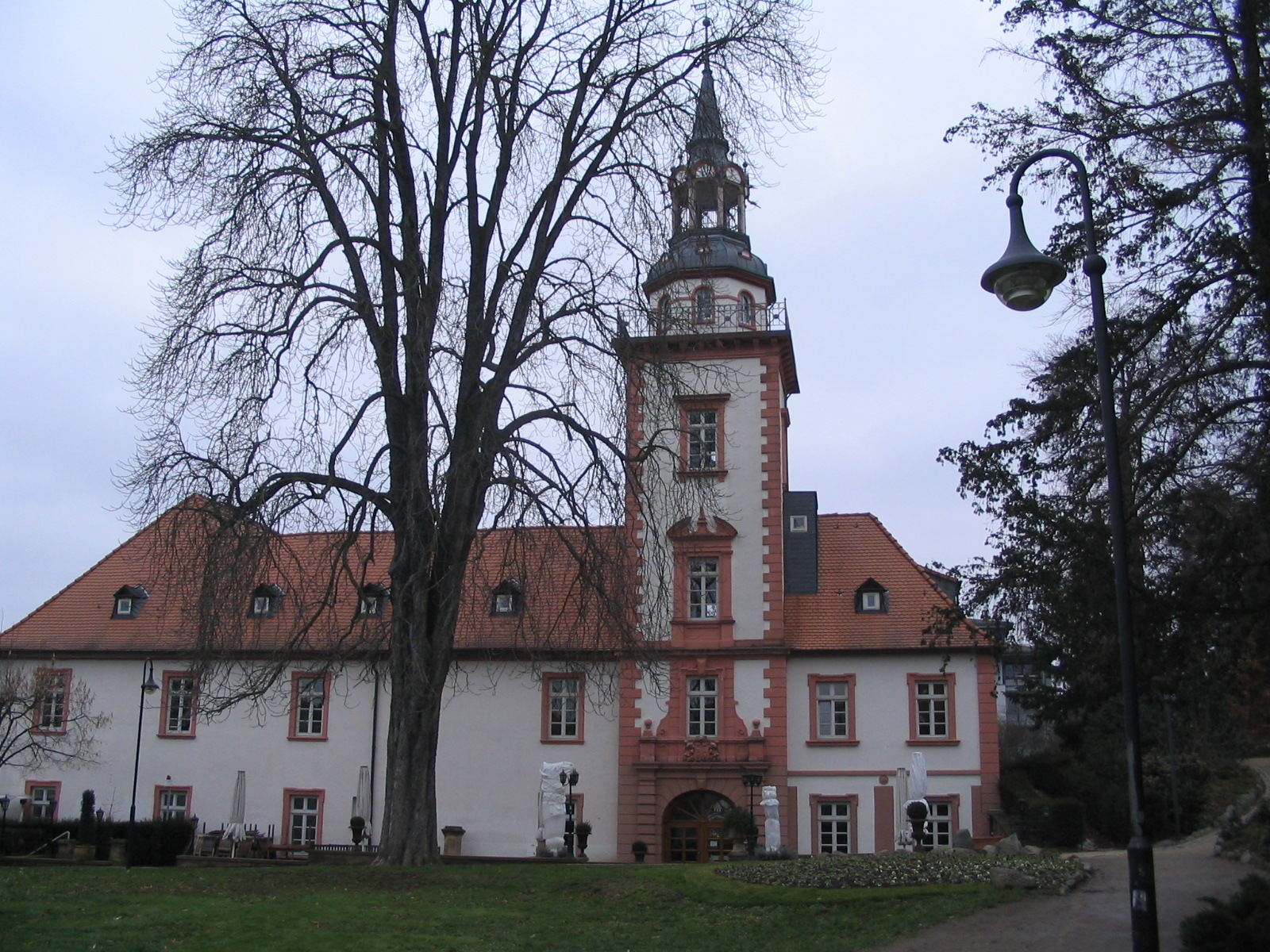
Rodensteiner Hof

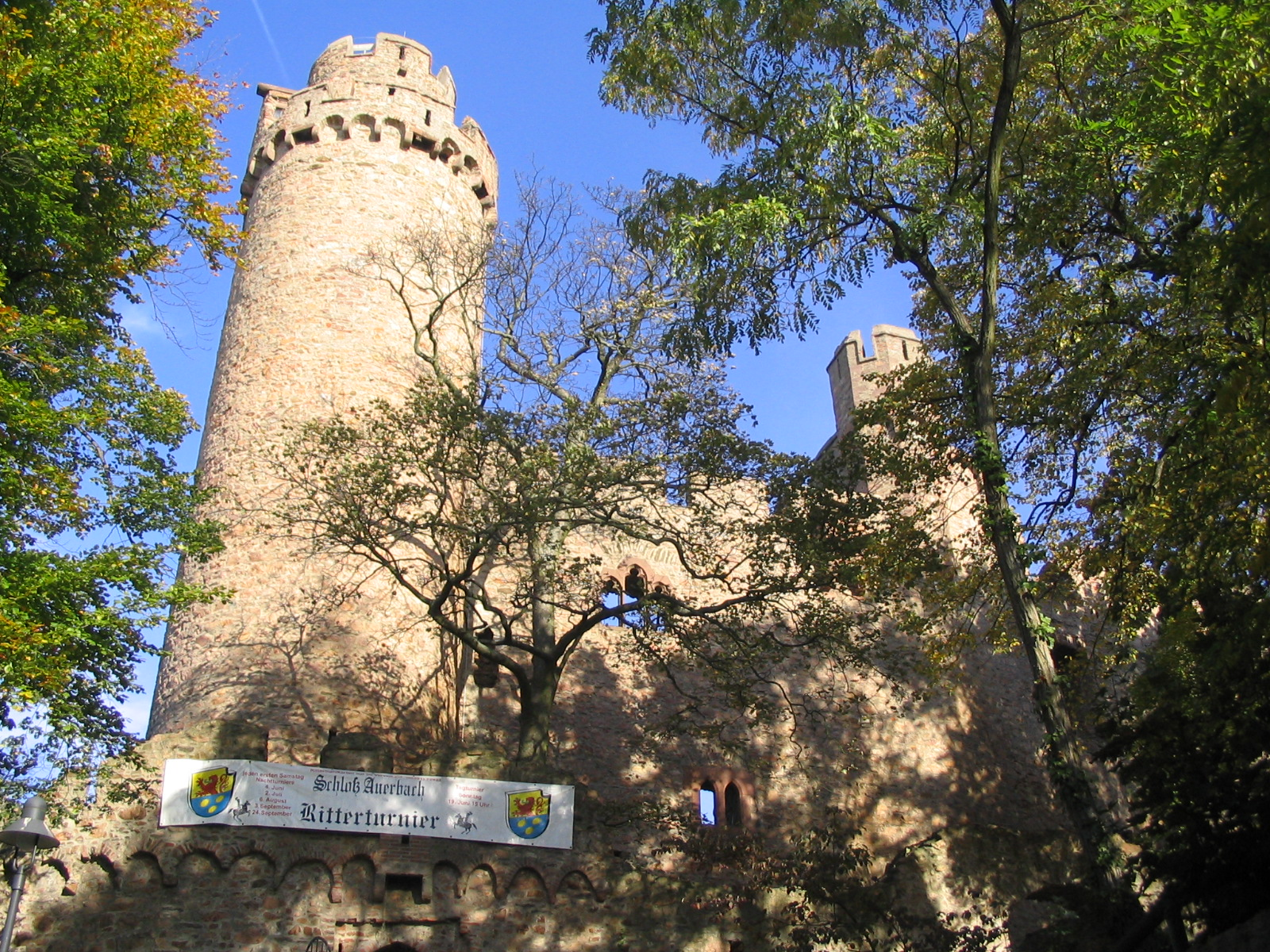
Zamek w Auerbach

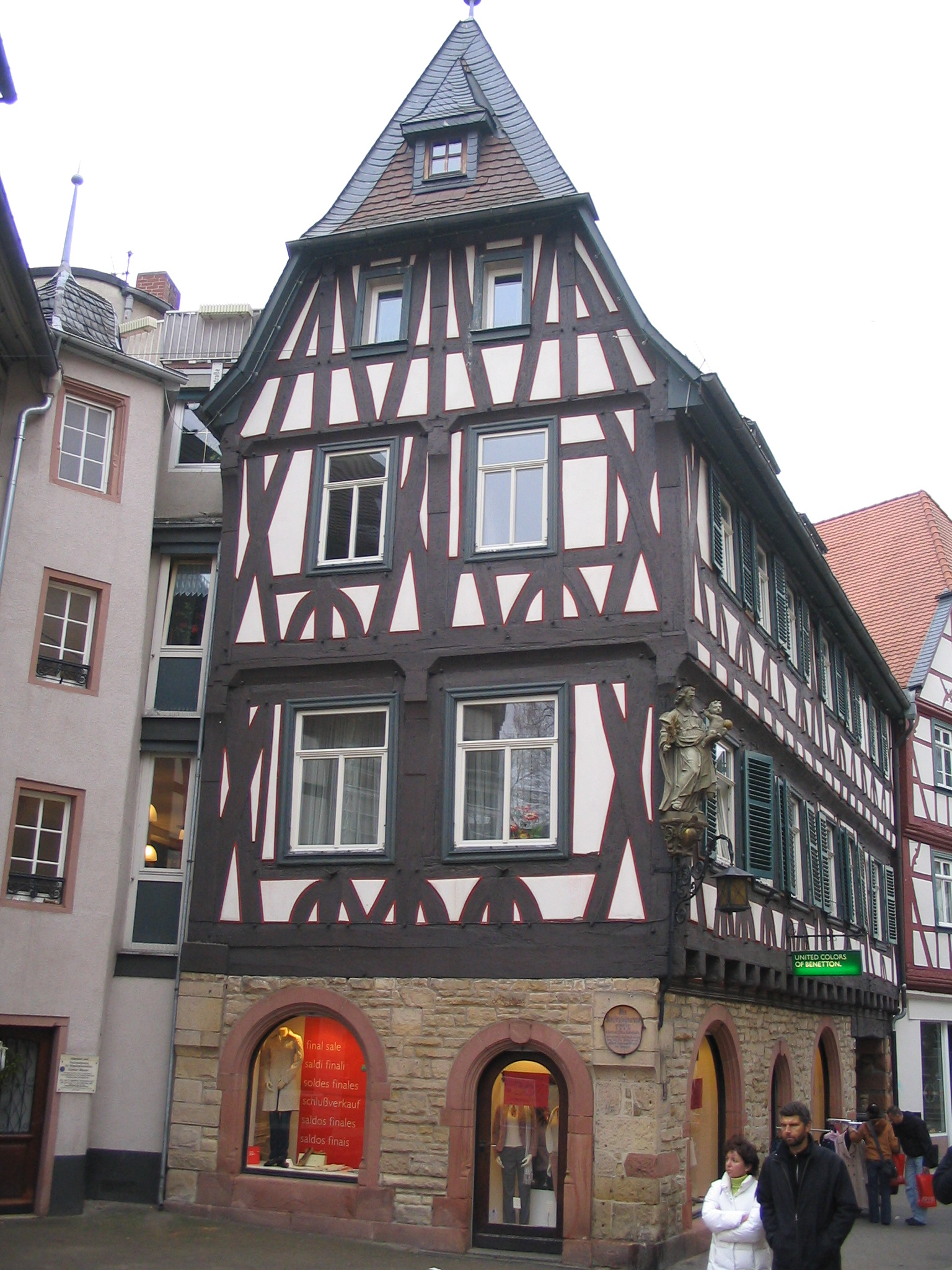
Haus Fleck

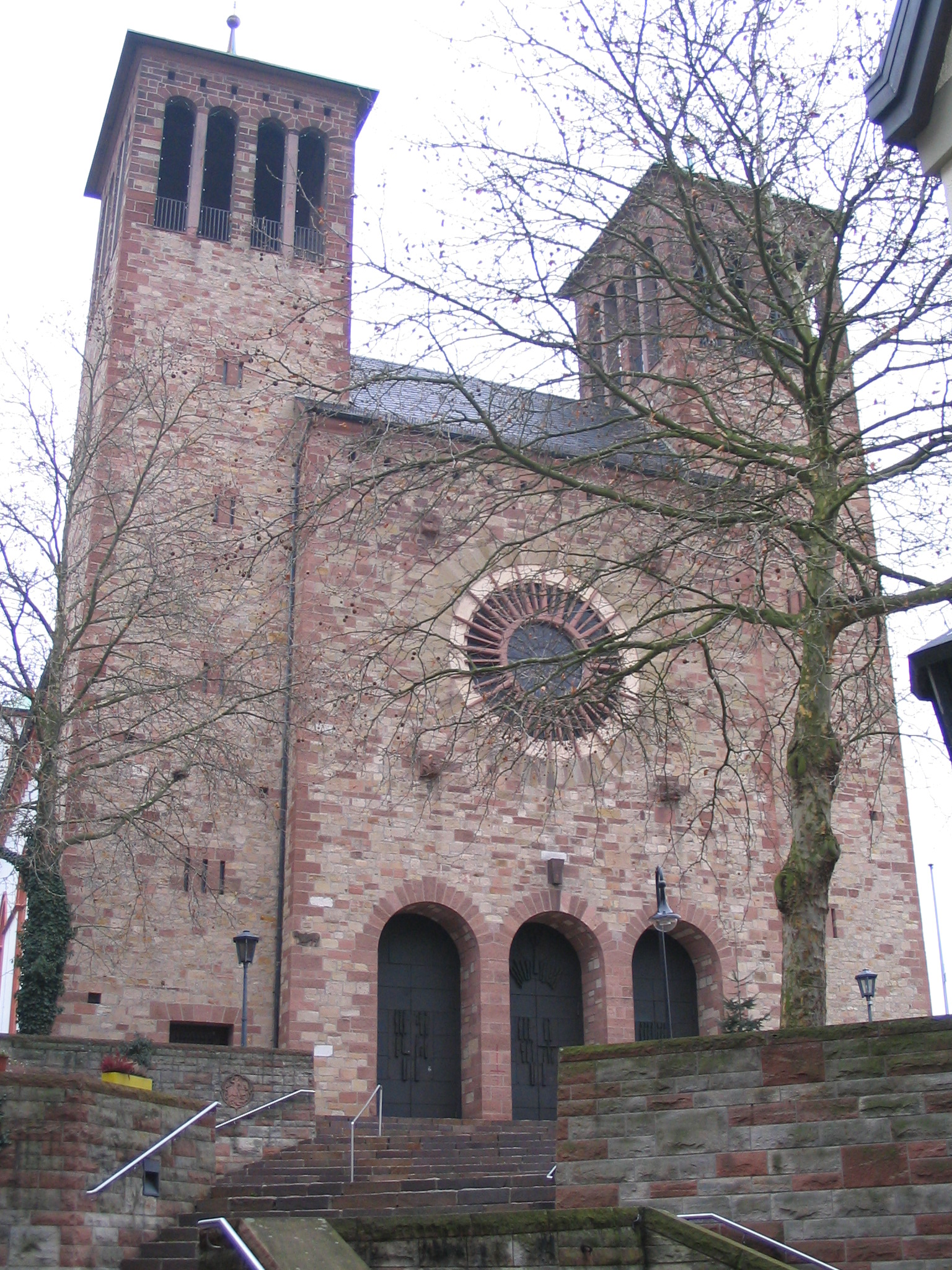
Kościół św. Jerzego (St. Georg)

Bensheim – miasto w środkowej części Niemiec, w kraju związkowym Hesja, w rejencji Darmstadt, w powiecie Bergstraße. 30 września 2015 liczyło 39 866 mieszkańców.

## Geografia

### Położenie
Bensheim położone jest w zachodniej części Niziny Górnoreńskiej, na wschodnim krańcu pasma górskiego Odenwald. Najbliższe większe miasta to: Darmstadt (ok. 22 km na północ), Heidelberg (ok. 35 km na południe) i Mannheim (ok. 32 km na południowy zachód). Siedziba powiatu Heppenheim (Bergstraße) jest oddalona od Bensheim o ok. 5 km w kierunku południowym.

### Sąsiednie gminy
Bensheim tworzy gminę miejską, z którą graniczą: miasto Zwingenberg, gminy Alsbach-Hähnlein i Seeheim-Jugenheim na północy, gmina Lautertal (Vogelsberg) na zachodzie, miasto Heppenheim (Bergstraße) na południu oraz Lorsch i gmina Einhausen na południu.

### Podział miasta
Bensheim oficjalnie dzieli się na dziewięć dzielnic:
- Śródmieście – znajdują się tu główne instytucje miejskie oraz starówka.
- Auerbach – największa dzielnica położona w północnej części miasta, licząca 9,6 tys. mieszkańców,
- Hochstädten – liczy 750 mieszkańców, część miasta od 1971 r.,
- Schönberg – położony na wschód od centrum, liczy 720 mieszkańców, włączone do miasta w 1939 r.,
- Wilmshausen – położony we wschodniej części miasta, liczy 680 mieszkańców, włączone do Bensheim w 1972 r.,
- Gronau – położony we wschodniej części miasta, liczy 1,9 tys. mieszkańców, część miasta od 1971 r.,
- Zell – położony w południowo-wschodniej części miasta, liczy 1 tys. mieszkańców, włączone w granice administracyjne Bensheim w 1939 r.,
- Langwaden – zamieszkiwany przez 375 mieszkańców, położony w północno-zachodniej części miasta, do którego zostało włączone w 1971 r.,
- Fehlheimer – liczy 1,9 tys. mieszkańców, położony w północno-zachodniej części miasta, włączony do Bensheim w 1971 r.,
- Schwanheim – położony w zachodniej części miasta, liczy 1,1 tys. mieszkańców, dzielnica Bensheim od 1971 r.

### Klimat
W Bensheim panuje klimat typowy dla miejscowości położonych w dolinach górskich, a więc bardzo łagodny. W ciągu roku słońce świeci przez około 2000 godzin, co sprzyja uprawom migdałów, fig i brzoskwiń. Z uprawy tego ostatniego owocu miasto słynie w Niemczech.

## Polityka

### Rada miejska
Organem władzy ustawodawczej na terenie Bensheim jest rada miejska, wybierana w wyborach powszechnych na 4-letnią kadencje. Ostatnie wybory odbyły się 27 marca 2011 r. Ich rezultat był następujący:
| Partia                             | Akronim | Głosy | Mandaty |
| ---------------------------------- | ------- | ----- | ------- |
| Unia Chrześcijańsko-Demokratyczna  | CDU     | 36,4% | 16      |
| Socjaldemokratyczna Partia Niemiec | SPD     | 23,8% | 11      |
| Wolna Partia Demokratyczna         | FDP     | 4,0%  | 2       |
| Lista Zielonych Bensheim           | GLB     | 22,9% | 10      |
| Freie Wählergemeinschaft Bensheim  | FWG     | 7,0%  | 3       |

Rada miejska licząca 45 radnych wybiera ze swojego grona zarząd, w którego skład wchodzą burmistrz (Thorsten Herrmann z CDU), wybierany w wyborach powszechnych, oraz przewodniczący rady (Helmut Sachwitz z CDU) i jego zastępca (Matthias Schimpf z GLB). Pozostałe miejsca zajmują przedstawiciele partii: CDU (3), SPD (2), GLB (1) i FDP (1).

### Burmistrzowie
Od czasów ustanowienia prawa gminnego przez Wielkie Księstwo Hesji 30 czerwca 1821 r., mieszkańcy mają prawo bezpośredniego wyboru burmistrza. Stanowisko to na przestrzeni wieków sprawowali:
- 1822–1825 Philipp Meißel
- 1825–1837 Philipp Werle
- 1837–1840 Adam Fertig
- 1840–1857 Johannes Traupel
- 1857–1859 Joseph August Hainz
- 1860–1870 Franz Heinz
- 1871–1902 Aloys van Gries
- 1902–1912 Ignaz Frenay
- 1913–1922 Karl Löslein
- 1922–1933 Rudolf Angermeier
- 1933–1934 Heinrich Nachtigall
- 1934–1938 Georg Brückmann
- 1938–1945 Ernst Missler
- 1945–1945 Theodor Kräge
- 1945–1946 Willy Klapproth
- 1946–1954 Joseph Treffert, CDU
- 1954–1972 Wilhelm Kilian(inne języki), CDU
- 1972–2002 Georg Stolle(inne języki), CDU, od 2002 burmistrz honorowy
- 2002–2014 Thorsten Herrmann(inne języki), CDU (Herrmann został wybrany burmistrzem 30 czerwca 2002 r., zdobywając 52,8% głosów; 15 czerwca 2008 po uzyskaniu wyniku 60,5% głosów – został wybrany ponownie)
- 2014–2020 Rolf Richter(inne języki), CDU
- od 2020 Christine Klein(inne języki), SPD, start jako kandydatka niezależna

### Herb
Herb miasta Bensheim przedstawia złotego rycerza w zbroi ze złotą włócznią (kontos) na białym koniu, który przedstawiony jest w chwili wbicia jej w szyję czarnego smoka na czerwonym tle.
Kolor tła nawiązuje do barw archidiecezji mogunckiej, do której od średniowiecza do 1802 r. należało Bensheim. Z kolei postać rycerza personifikowana jest ze św. Jerzym, który od czasów starożytności uważany był za patrona miasta.

### Współpraca
Miejscowości partnerskie:
- 1977 – Amersham, Wielka Brytania
- 1960 – Beaune, Francja
- 2002 – Hostinné, Czechy
- 1996 – Kłodzko, Polska
- 1987 – Mohacz, Węgry
- 1989 – Riva del Garda, Włochy

## Kultura

### Instytucje
- Teatr – został założony w 1968 r. i jest najważniejszym centrum kulturalnym w mieście. Odbywają się w nim spektakle, kabarety i musicale przygotowywane przez lokalnych artystów oraz młodzież szkolną.
- Muzea – w Bensheim istnieją obecnie dwa muzea: w dawnej synagodze w Auerbachu oraz w śródmieściu, gdzie swoją siedzibę ma Muzeum Bensheim(inne języki) (Museum Bensheim).
- Szkoła muzyczna – powstała w 1979 r., kształci swoich uczniów w zakresie śpiewu oraz gry na różnych instrumentach. Jej uczniowie odnosili liczne sukcesy zarówno na poziomie regionalnym, jak i ogólnopaństwowym.

### Zabytki
Bensheim posiada łącznie 557 obiektów zabytkowych. Do najważniejszych zaliczyć należy:
- obiekty świeckie:
  - Rynek(inne języki) (niem. Marktplatz) – położony jest w centralnym punkcie miasta, jest najstarszym miejscem w Bensheim, leży 100 m na zachód od kościoła św. Jerzego, charakteryzuje się zabudową z muru pruskiego.
  - Alte Faktorei – stara manufaktura należąca do katedry w Moguncji,
  - Alte Gerberei (Stara garbarnia), z 1873 r.,
  - Wieża Bismarcka(inne języki) (niem. Bismarckturm, jedna z Wież Bismarcka), z 1902 r., znajduje się na szczycie Hemsberg (262 m n.p.m.)
  - Dalberger Hof(inne języki), była posiadłość arystokratyczna,
  - Staatspark Fürstenlager(inne języki)
  - Hohenecker Hof, była posiadłość szlachecka pochodząca z 1756 r.,
  - Turm (wieża obronna), z XIII/XIV w.,
  - Rodensteiner Hof, dworek z przylegającym do niego parkiem,
  - Roter Turm (Czerwona wieża), wieża z XIII w. mieszcząca się w jednym z fragmentów murów miejskich,
  - Walderdorffer Hof(inne języki), rezydencja szlachecka z 1395 r.,
  - Wambolter Hof(inne języki), dwór arystokratyczny z lat 1732–1733

- Świątynie
  - Kościół św. Jerzego (St. Georg) – neoromański katolicki kościół parafialny, pochodzący z 1830 r., główna świątynia miasta, której patronem jest św. Jerzy.
  - Kościół św. Józefa (St. Joseph) – kościół katolicki, wybudowany w XIV w stylu gotyckim, był częścią kompleksu budynków szpitalnych,
  - Kościół św. Krescensa (St. Crescens) – z 1618 r., znajduje się na cmentarzu,
  - Kościół św. Michała (Michaelskirche) – z 1863 r.,
  - Kościół św. Wawrzyńca (St. Laurentius) – katolicki kościół parafialny wybudowany w 1965 r.

## Transport
W mieście znajduje się stacja kolejowa Bensheim.